# Concerto pour deux pianos de Stravinsky
Pour les articles homonymes, voir Concerto pour deux pianos.
Le Concerto pour deux pianos solo est une œuvre pour deux pianos d'Igor Stravinsky. Composé entre 1931 et 1935, il fut créé le 21 novembre 1935 par Igor Stravinsky et son fils Sviatoslav Soulima à la Salle Gaveau à Paris. Le terme concerto se réfère à la dimension symphonique de l'écriture musicale.
Il s'agit de la première œuvre composée par Igor Stravinsky après l'obtention de sa nationalité française.

## Analyse de l'œuvre
L'œuvre compte trois mouvements, mais le deuxième est prolongé par quatre courtes variations sur un thème du dernier mouvement :
1. Con moto
2. Notturno: Adagietto con quattro variazioni (Nocturne et quatre variations) :
  1. Variazione I (Variation I)
  2. Variazione II (Variation II)
  3. Variazione III (Variation III)
  4. Variazione IV (Variation IV)
3. Preludio e fuga (Prélude et fugue)

## Source
- François-René Tranchefort, Guide de la musique de piano et clavecin, éd. Fayard, 1990, p.799